# Оскар Лити
Оскар Лити (Берн, 26. јуна 1882. Берн, Швајцарска - 1. октобра 1945. Цирих, Швајцарска) био је швајцарски сликар. Године 1933. му је било забрањен сликарски рад а 1937. године су његова дела била изложена на изложби дегенеричне уметности у Минхену од стране нациста.